# Keizerlijke Orde van de Kroon van Indië

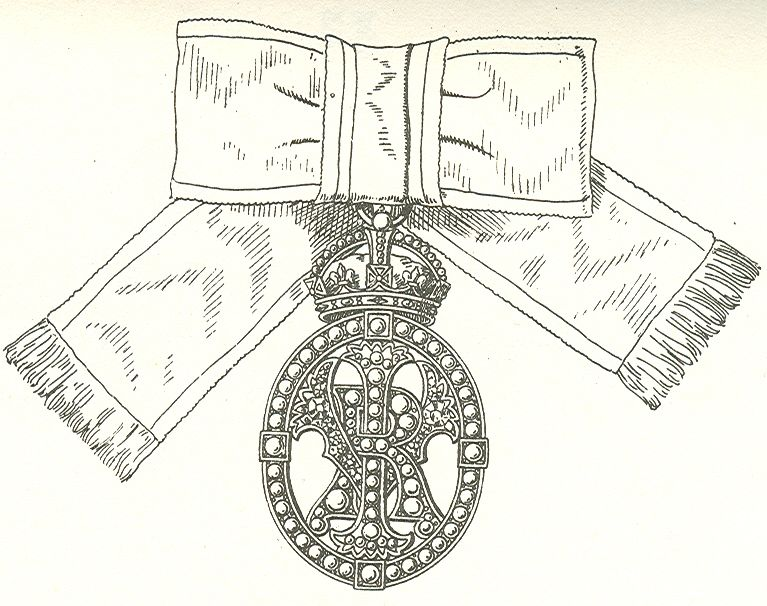
De versierselen van een dame in de orde.

De Keizerlijke Orde van de Kroon van Indië (Engels: Imperial Order of the Crown of India) is een damesorde die werd gesticht op 31 december 1877 door Victoria van het Verenigd Koninkrijk, keizerin van India. De onderscheiding was bedoeld om de herinnering levend te houden van het aannemen van de titel van keizerin van Indië door Victoria, op de daaropvolgende nieuwjaarsdag.
De orde heeft een klasse en het juweel is met parels (op de rand en de letter "V") en turkooizen) (op de "I") uitgevoerd. Het juweel hangt aan een lichtblauwe zijden strik met witte randen.
De orde werd verder vooral verleend aan de echtgenote en dochters van de gouverneur-generaal van Brits-Indië, de gouverneurs van Madras en Bombay en de staatssecretaris voor Indië. De orde werd ook aan de echtgenotes van de Indische vorsten verleend. De prinsessen van het Verenigd Koninkrijk werden op hun achttiende verjaardag in de orde opgenomen.
Koningin Elizabeth, die door haar vader, koning George VI, in de orde werd opgenomen vlak voordat India onafhankelijk werd, was het laatste lid. De orde is formeel nooit afgeschaft, en leidt een slapend bestaan. 
Aan de orde is geen adeldom verbonden. De dames plaatsen de letters "C.I" achter hun naam.
Eredame in de Huisorde van Oranje ·
Prinsessenkruis van de Huisorde van Albrecht de Beer ·
Theresia-orde ·
Sint-Elisabeth-orde ·
Sint Anna-orde ·
Dames van Rougemont ·
Sidonia-orde ·
Bulgaarse Orde van de liefdadigheid ·
Orde van de Perfecte Vriendschap ·
Orde van de Rechtschapenheid ·
Orde van de Slavinnen van de Deugd ·
Elisabeth-orde ·
Moederkruis ·
Orde van Sint-Olga en Sint-Sophia ·
Orde voor Goede Daden ·
Koninklijke Victoria en Albert-orde ·
Keizerlijke Orde van de Kroon van Indië ·
Koninklijke Orde van het Rode Kruis ·
Orde van de Kostbare Kroon ·
Orde van het Sterrenkruis ·
Orde van de Zon ·
Orde van de Pleiaden ·
Louisen-Orde ·
Herinneringskruis voor Dames ·
Orde van de Heilige Catharina ·
Sidonia-orde ·
Damesorde van de Doodskop ·
Ereteken van Anna-Luise ·
Orde van Liefdadigheid ·
Olga-orde ·
Orde van Vorstin Olha ·
Onderscheidingskruis van de Heilige Apostelgelijke Vorstin Olga
Zie voor meer damesorden en onderscheidingen: De Lijst van Damesorden
Orde van de Ster van Indië ·
Orde van Brits-Indië ·
Keizerlijke Orde van de Kroon van Indië · 
Orde van het Indische Keizerrijk ·
Indische Orde van Verdienste
Zie ook: Ridderorden in Brits-Indië